# Observatoire de Črni Vrh
L'observatoire de Črni Vrh (Observatorij Črni Vrh, code UAI code 106) est situé dans l'ouest de la Slovénie, à proximité du village de Črni Vrh, près de la ville d'Idrija. L'observatoire actuel a été construit en 1985 et est situé à une altitude de 730 mètres.
Les observations astronomiques régulières ont commencé en 1975 dans un petit observatoire situé près du site actuel et qui était équipé d'instruments de fabrication amateur. À l'époque, les premières images prises furent celles de la comète West. Le site est situé bien au-dessus de la couche d'inversion presque tout l'hiver, ce qui permet des observations non perturbées pendant plusieurs nuits claires successives.
L'essentiel de la construction a été fait par des bénévoles.
Des membres du département de physique et de l'observatoire astronomique de l'université de Ljubljana, utilisent également le site pour des observations.
L'observatoire est crédité par le Centre des planètes mineures pour la découverte de 427 astéroïdes entre 1998 et 2012.

## Télescopes
- 19-cm Automatic Comet Imaging Telescope
- 36-cm AIT Imaging System
- 60-cm Cichocki Sky Survey Telescope

## Découvertes

### Sélection d'astéroïdes
| Nom                 | Désignation provisoire | Date de découverte | Découvreur   | Origine du nom                 | Date de désignation MPC circular |
| ------------------- | ---------------------- | ------------------ | ------------ | ------------------------------ | -------------------------------- |
| (9674) Slovenija    | 1998 QU15              | 23 août 1998       |              | Slovénie                       | 2 février 1999 33796             |
| (14966) Jurijvega   | 1997 OU2               | 30 juillet 1997    | Herman Mikuž | Jurij Vega                     | 9 mai 2001 42674                 |
| (15071) Hallerstein | 1999 BN12              | 24 janvier 1999    |              | Ferdinand Augustin Hallerstein | 6 août 2003 49280                |
| (19618) Maša        | 1997 PN3               | 11 août 1999       | Jure Skvarč  |                                | 5 juillet 2001 43047             |
| (18845) Cichocki    | 1999 RY27              | 7 septembre 1999   | Herman Mikuž | Bruno Chichocki                | 18 septembre 2005 54827          |
| (66667) Kambič      | 1999 TZ11              | 8 octobre 1999     |              | Bojan Kambič                   | 18 septembre 2005 54828          |

### Liste complète
| (9674) Slovenija    | 23 août 1998       |
| (15071) Hallerstein | 24 janvier 1999    |
| (16084) 1999 TY18   | 12 octobre 1999    |
| (16141) 1999 XT127  | 7 décembre 1999    |
| (18154) 2000 PA     | 1er août 2000      |
| (19016) 2000 RY78   | 11 septembre 2000  |
| (19612) Noordung    | 17 juillet 1999    |
| (19633) Rusjan      | 13 septembre 1999  |
| (19781) 2000 QK68   | 26 août 2000       |
| (21693) 1999 RT44   | 14 septembre 1999  |
| (22030) 1999 XU127  | 7 décembre 1999    |
| (22108) 2000 PD     | 1er août 2000      |
| (24197) 1999 XP37   | 7 décembre 1999    |
| (24322) 2000 AM43   | 4 janvier 2000     |
| (25317) 1999 BL12   | 24 janvier 1999    |
| (27174) 1999 BB2    | 19 janvier 1999    |
| (27561) 2000 KJ1    | 24 mai 2000        |
| (29740) 1999 BS9    | 19 janvier 1999    |
| (29742) 1999 BQ12   | 24 janvier 1999    |
| (30382) 2000 JB81   | 15 mai 2000        |
| (30383) 2000 KZ1    | 26 mai 2000        |
| (30420) 2000 LD1    | 1er juin 2000      |
| (32083) 2000 KO     | 24 mai 2000        |
| (32199) 2000 ON2    | 27 juillet 2000    |
| (32291) 2000 QP8    | 24 août 2000       |
| (32292) 2000 QR8    | 24 août 2000       |
| (32293) 2000 QT8    | 24 août 2000       |
| (33752) 1999 RM36   | 12 septembre 1999  |
| (33753) 1999 RW42   | 13 septembre 1999  |
| (33915) 2000 LA15   | 5 juin 2000        |
| (34006) 2000 OQ9    | 31 juillet 2000    |
| (34078) 2000 PF     | 1er août 2000      |
| (34087) 2000 PA7    | 1er août 2000      |
| (34437) 2000 SF43   | 26 septembre 2000  |
| (34607) 2000 UD3    | 24 octobre 2000    |
| (36357) 2000 OQ2    | 28 juillet 2000    |
| (36459) 2000 QU8    | 24 août 2000       |
| (36460) 2000 QA9    | 25 août 2000       |
| (36461) 2000 QC9    | 25 août 2000       |
| (36798) 2000 SA43   | 25 septembre 2000  |
| (36799) 2000 SG43   | 26 septembre 2000  |
| (38841) 2000 SH43   | 26 septembre 2000  |
| (40446) 1999 RN36   | 12 septembre 1999  |
| (40466) 1999 RU44   | 14 septembre 1999  |
| (40761) 1999 TT13   | 11 octobre 1999    |
| (40770) 1999 TV18   | 11 octobre 1999    |
| (42186) 2001 CH32   | 11 février 2001    |
| (43191) 1999 YM5    | 29 décembre 1999   |
| (44724) 1999 TU13   | 11 octobre 1999    |
| (45028) 1999 WD9    | 28 novembre 1999   |
| (45590) 2000 CU101  | 14 février 2000    |
| (45602) 2000 DX17   | 28 février 2000    |
| (46016) 2001 CP41   | 15 février 2001    |
| (46018) 2001 DX6    | 16 février 2001    |
| (46021) 2001 DZ14   | 17 février 2001    |
| (47101) 1999 BP12   | 24 janvier 1999    |
| (48018) 2001 CB36   | 15 février 2001    |
| (48020) 2001 DC     | 16 février 2001    |
| (49475) 1999 BH3    | 19 janvier 1999    |
| (49679) 1999 TZ7    | 6 octobre 1999     |
| (51625) 2001 HX37   | 29 avril 2001      |
| (54321) 2000 JA81   | 15 mai 2000        |
| (54468) 2000 OA7    | 29 juillet 2000    |
| (54469) 2000 OM8    | 30 juillet 2000    |
| (54687) 2001 DC15   | 17 février 2001    |
| (56297) 1999 RT42   | 12 septembre 1999  |
| (56677) 2000 LG1    | 1er juin 2000      |
| (56690) 2000 LZ14   | 5 juin 2000        |
| (56746) 2000 OO2    | 27 juillet 2000    |
| (61060) 2000 LH1    | 2 juin 2000        |
| (62028) 2000 RE53   | 1er septembre 2000 |
| (62072) 2000 RD78   | 9 septembre 2000   |
| (62073) 2000 RX78   | 10 septembre 2000  |
| (62747) 2000 UB3    | 24 octobre 2000    |
| (63375) 2001 HY37   | 29 avril 2001      |
| (63376) 2001 HA38   | 29 avril 2001      |
| (66667) Kambič      | 8 octobre 1999     |
| (67547) 2000 SE43   | 26 septembre 2000  |
| (68726) 2002 EZ5    | 12 mars 2002       |
| (70218) 1999 RY42   | 13 septembre 1999  |
| (70443) 1999 TV9    | 7 octobre 1999     |
| (70445) 1999 TR13   | 11 octobre 1999    |
| (71002) 1999 XO37   | 7 décembre 1999    |
| (72420) 2001 CY35   | 14 février 2001    |
| (72429) 2001 CN41   | 15 février 2001    |
| (72445) 2001 DD     | 16 février 2001    |
| (74432) 1999 BM12   | 24 janvier 1999    |
| (74628) 1999 RV42   | 12 septembre 1999  |
| (74821) 1999 TP13   | 10 octobre 1999    |
| (76770) 2000 KZ43   | 26 mai 2000        |
| (77043) 2001 CQ41   | 15 février 2001    |
| (77050) 2001 DB     | 16 février 2001    |
| (78901) 2003 ST66   | 19 septembre 2003  |
| (80597) 2000 AD147  | 6 janvier 2000     |
| (81870) 2000 LB1    | 1er juin 2000      |
| (81907) 2000 NR2    | 5 juillet 2000     |
| (84356) 2002 TG82   | 1er octobre 2002   |
| (84357) 2002 TH82   | 1er octobre 2002   |
| (84962) 2003 YM9    | 17 décembre 2003   |
| (84987) 2003 YK83   | 18 décembre 2003   |
| (85000) 2003 YA125  | 27 décembre 2003   |
| (86051) 1999 QB2    | 22 août 1999       |
| (86208) 1999 TD16   | 11 octobre 1999    |
| (87089) 2000 LF1    | 1er juin 2000      |
| (87169) 2000 OP2    | 27 juillet 2000    |
| (87178) 2000 OZ6    | 28 juillet 2000    |
| (87318) 2000 QS8    | 24 août 2000       |
| (87319) 2000 QD9    | 25 août 2000       |
| (87646) 2000 RB78   | 8 septembre 2000   |
| (87718) 2000 SY42   | 25 septembre 2000  |
| (91599) 1999 TQ13   | 10 octobre 1999    |
| (92441) 2000 KY1    | 26 mai 2000        |
| (92996) 2000 RE78   | 9 septembre 2000   |
| (96878) 1999 TE16   | 11 octobre 1999    |
| (97854) 2000 QZ8    | 25 août 2000       |
| (97941) 2000 QW117  | 29 août 2000       |
| (98138) 2000 SW42   | 25 septembre 2000  |
| (98397) 2000 UC3    | 24 octobre 2000    |
| (98954) 2001 CJ32   | 12 février 2001    |
| (98973) 2001 DB15   | 17 février 2001    |
| (99151) 2001 FP128  | 23 mars 2001       |
| (99192) 2001 GD4    | 14 avril 2001      |
| (102222) 1999 TA12  | 8 octobre 1999     |
| (102232) 1999 TX18  | 12 octobre 1999    |
| (103290) 2000 AN43  | 5 janvier 2000     |
| (105092) 2000 LC1   | 1er juin 2000      |
| (105093) 2000 LE1   | 1er juin 2000      |
| (106544) 2000 WJ68  | 27 novembre 2000   |
| (106874) 2000 YD33  | 23 décembre 2000   |
| (107290) 2001 CA    | 1er février 2001   |
| (107385) 2001 CL41  | 15 février 2001    |
| (107408) 2001 DZ6   | 16 février 2001    |
| (107409) 2001 DS7   | 16 février 2001    |
| (107410) 2001 DV7   | 17 février 2001    |
| (107433) 2001 DW14  | 16 février 2001    |
| (107434) 2001 DA15  | 17 février 2001    |
| (107514) 2001 DW53  | 20 février 2001    |
| (108229) 2001 HW37  | 29 avril 2001      |
| (108250) 2001 HH46  | 17 avril 2001      |
| (109564) 2001 QP264 | 26 août 2001       |
| (111565) 2002 AP4   | 8 janvier 2002     |
| (111829) 2002 EA6   | 12 mars 2002       |
| (115055) 2003 RU6   | 3 septembre 2003   |
| (115350) 2003 SW234 | 25 septembre 2003  |
| (115450) 2003 TK10  | 15 octobre 2003    |
| (115517) 2003 UL37  | 16 octobre 2003    |
| (115518) 2003 UM37  | 16 octobre 2003    |
| (115519) 2003 UN37  | 16 octobre 2003    |
| (115520) 2003 UO37  | 17 octobre 2003    |
| (115554) 2003 UL74  | 16 octobre 2003    |
| (116256) 2003 YF27  | 16 décembre 2003   |
| (117407) 2005 AD11  | 1er janvier 2005   |
| (122163) 2000 KA2   | 27 mai 2000        |
| (122193) 2000 LJ1   | 2 juin 2000        |
| (122210) 2000 NL3   | 7 juillet 2000     |
| (122274) 2000 PH3   | 1er août 2000      |
| (122309) 2000 QV8   | 24 août 2000       |
| (122726) 2000 SB43  | 26 septembre 2000  |
| (122727) 2000 SD43  | 26 septembre 2000  |
| (122728) 2000 SJ43  | 26 septembre 2000  |
| (123086) 2000 SH321 | 28 septembre 2000  |
| (123864) 2001 DV6   | 16 février 2001    |
| (126439) 2002 CP12  | 4 février 2002     |
| (126781) 2002 EA11  | 13 mars 2002       |
| (130491) 2000 QT117 | 29 août 2000       |
| (130624) 2000 SC43  | 26 septembre 2000  |
| (131180) 2001 CR41  | 15 février 2001    |
| (133354) 2003 SX124 | 18 septembre 2003  |
| (133360) 2003 SH129 | 20 septembre 2003  |
| (133570) 2003 UK37  | 16 octobre 2003    |
| (133838) 2003 YH27  | 16 décembre 2003   |